# Metro de Busan
El metro de Busan, a Corea del Sud, és operat per Busan Transportation Corporation. La primera línia es va inaugurar el 1985 amb 17 estacions. Avui compta amb quatre línies de metro, una línia de metro lleuger i una altra de tren de rodalies, 149 estacions i 168,4 quilòmetres de via en total.

## Xarxa

### Línia 1 (taronja)
La línia 1 segueix l'eix nord-sud de la ciutat. Des del 1994, fa 32,5 km de llarg amb 34 estacions, no hi ha cap projecte d’extensió a l’agenda. 46 línies de trens de 8 cotxes circulen per la línia. Per aquesta línia circulen un total de 45 trens de vuit vehicles.
Va ser el 1979 quan es va decidir construir un metro a Pusan. Dos anys després, el 1981 es va iniciar la construcció d’una primera fase, entre Nopo-Dong i Beomnaegol, un tram de 16,2 km, que es va completar el juliol de 1985. Les tres extensions posteriors van estendre la línia cap al sud-oest en 5,4 km amb un tram des de Beomnaegol fins a Jungang-dong obert el maig de 1987, amb una extensió de 4,5 km fins a Seodaeshin-dong el febrer de 1990, i una extensió de 6,4 km fins a l'estació terminal de Sinpyeong el juny de 1994. Finalment, es va inaugurar una última extensió de 8 km el 20 d’abril de 2017 des de Sinpyeong fins a la platja de Dadaepo portant la longitud de la línia a 40,5 km. El cost total de la construcció és de 975.100 milions de won sud-coreà.

### Línia 2 (verda)
La línia 2 travessa Busan d’est a oest. Des del 2002, la línia té una longitud de 39,1 km amb 39 estacions. La línia utilitza 28 conjunts de trens de sis cotxes.
Tot i que des d’aleshores s’ha iniciat la construcció del primer tram d’aquesta línia, una ruta de 22,4 km entre Hopo i Seomyeon amb 21 estacions va començar el novembre de 1991, inaugurant-se el 1999. Amb la construcció de la fase 2 (Seomyeon a Jwadong, 16,7 km), la línia es va estendre 8,7 km al sud-est de Seomyeon a Geumnyeonsan el gener de 2002. Es va inaugurar una estació, Gwangan, el gener de 2002. Finalment, l'agost de 2002 es van afegir 8 km més a l'est, de Suyeong a Jangsan.
La fase 3, iniciada el 1998, té com a objectiu estendre la línia 2 al nord des de Hopo fins a Yangsan, afegint 7,2 km més i 4 estacions. Aquesta ampliació es va inaugurar el 10 de gener de 2007. Actualment, la línia 2 té 43 estacions i una longitud de 45,2 km.
El cost final de la línia s'estima en 2.934.500 milions de won sud-coreà.

### Línia 3 (marró)

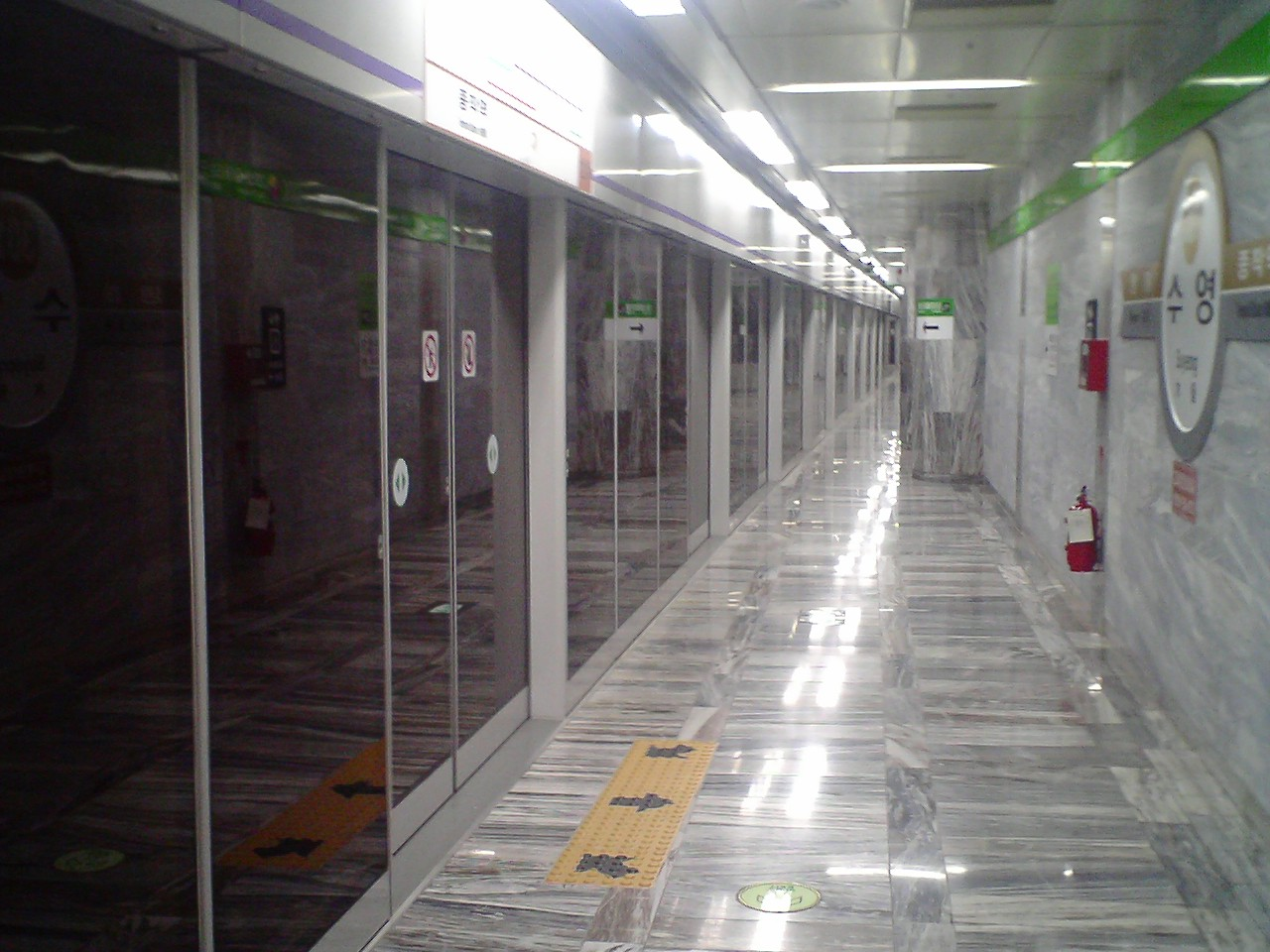
Portes a la línia 3 a l'estació de Suyeong

La construcció de la línia 3 va començar el novembre de 1997. L'obertura es va endarrerir diverses vegades i finalment es va posar en servei la primera fase de la línia 3 amb 18,3 km i 17 estacions. La línia 3 utilitza conjunts de trens de quatre cotxes equipats amb interconnexió.
Després de l’incendi del metro de Daegu el 2003, durant la construcció es va decidir instal·lar portes d’andana a totes les estacions de la línia 3. Hi ha algunes portes al metro de Seül, però la línia 3 del metro de Busan és l’única a Corea que les té a totes les seves estacions.

### Línia 4 (blava)
Es va posar en servei la línia 4, també coneguda com a "línia Bansong" el 30 de març de 2011. Serveix al nord i al nord-est de Busan. Té 14 estacions per una longitud de 12,7 km. Els trens automàtics tenen sis cotxes.

### Trànsit de metro lleuger Busan-Gimhae (violeta)
Es tracta d’una línia de metro lleuger automàtica de 24 km amb 21 estacions en una ruta situada totalment a l'exterior. Connecta l'estació de Sasang a Busan amb l'estació de la Universitat de Kaya a Gimhae i dona servei a l'aeroport internacional de Gimhae.